# Eric Mazur
Eric Mazur (Amsterdã, 14 de novembro de 1954) é um físico e educador neerlandês, professor da Universidade Harvard.

## Peer instruction
Em 1991 Mazur começou a delinear uma estratégia instrucional de ensino denominada peer instruction. Em 1997 publicou o livro Peer Instruction: A User's Manual, que fornece detalhes desta estratégia.
A peer instruction (PI) foi constatada ser mais benéfica do que a discussão ou a aula tradicional. De fato, de acordo com um artigo na edição de março/abril de 2009 de Complexity, mais de 90% dos instrutores que tentaram PI planejam continuar a usá-lo e incorporá-lo mais no ensino. O local onde o aluno senta-se na sala de aula desempenha um papel importante no resultado deste método. Por exemplo, quando os alunos de baixo desempenho estão sentados na frente, sua chance de melhorar aumenta. Enquanto isso, os resultados dos alunos de alto desempenho que estão sentados na parte de trás não são afetados. Além disso, quando os alunos de alto desempenho estão sentados nos quatro cantos da sala de aula, o desempenho da classe como um todo aumenta.

## Prêmios e condecorações
- 1988 – Prêmio Presidencial Jovem Investigador pelo presidente Ronald Reagan
- 1989 – Eleito fellow da American Physical Society
- 2008 - Membro correspondente da Academia Real das Artes e Ciências dos Países Baixos[2]